# Renuncio
Renuncio là một làng của tỉnh Burgos, thuộc Cộng đồng tự trị Castilla và León, Tây Ban Nha.